# Vendres
Pour les articles homonymes, voir Vendres (homonymie).

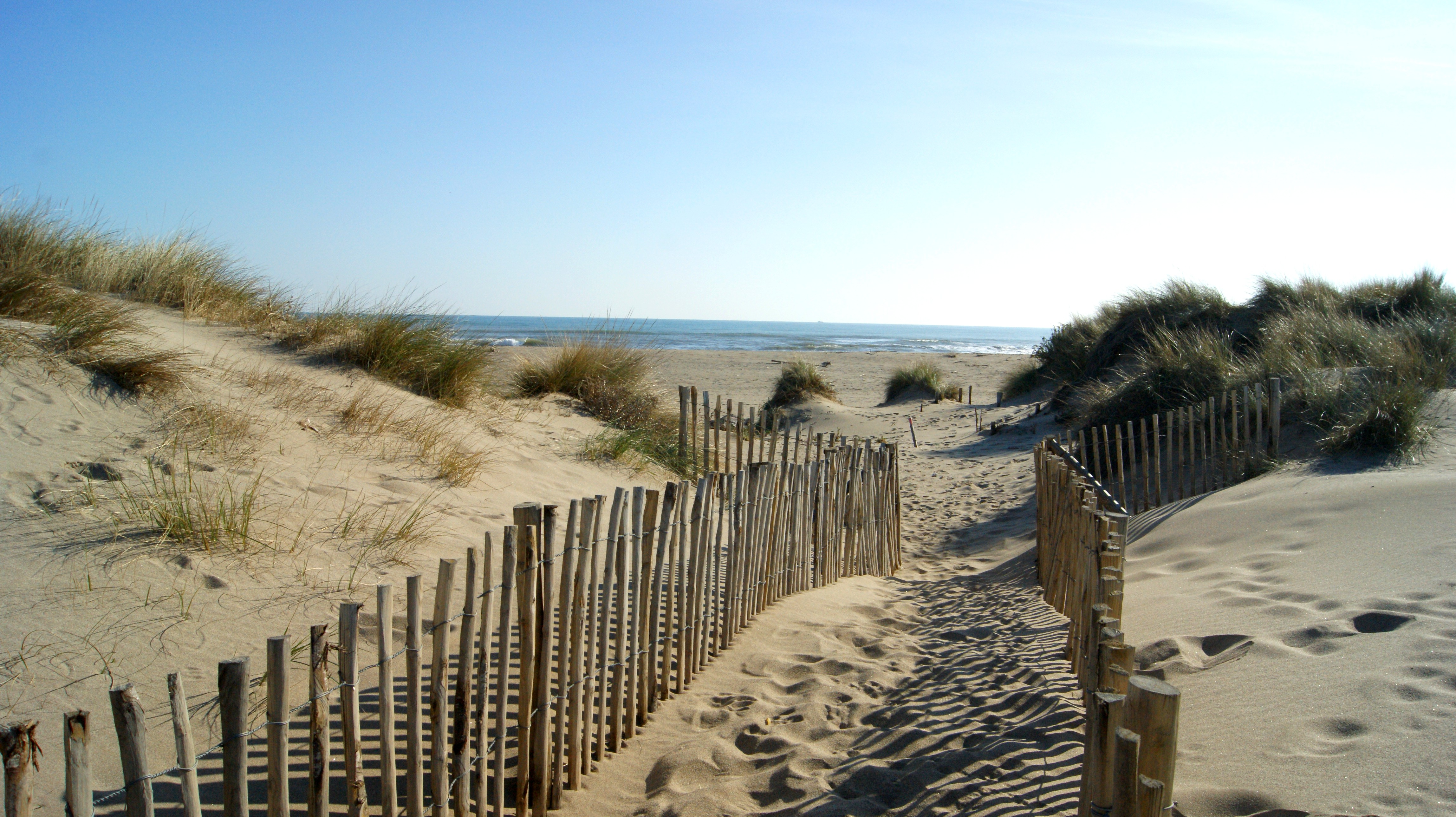

Vendres [vɛn.dʁ(ə)] (en occitan Vèndres ['βɛn.ð̞ʁes]) est une commune française située au Sud-Ouest du département de l'Hérault en région Occitanie.
Exposée à un climat méditerranéen, elle est drainée par l'Aude et par divers autres petits cours d'eau. La commune possède un patrimoine naturel remarquable : quatre sites Natura 2000 (la « mare du plateau de Vendres », la « basse plaine de l'Aude », le « cours inférieur de l'Aude » et les « collines du Narbonnais »), deux espaces protégés (le « plateau de Vendres » et la « basse plaine de l'Aude ») et huit zones naturelles d'intérêt écologique, faunistique et floristique.
Vendres est une commune rurale et littorale qui compte 2 671 habitants en 2022, après avoir connu une forte hausse de la population depuis 1975.  Elle fait partie de l'aire d'attraction de Béziers. Ses habitants sont appelés les Vendrois et les Vendroises.

## Géographie
Vendres est une commune située au sud-ouest du département de l'Hérault, à l'embouchure de l'Aude. dans la plaine viticole du Biterrois, à 11 kilomètres au sud de Béziers. C'est une commune limitrophe avec le département de l'Aude.

### Communes limitrophes
| Lespignan     | Béziers                    | Sauvian      |
| Lespignan     | Vendres                    | Sérignan     |
| Fleury (Aude) | Méditerranée Golfe du Lion | Valras-Plage |

### Géologie et relief
- Le territoire communal comprend trois espaces nettement différenciés :
  - Le nord est couvert de vignes. La majorité des vignes sont exploitées par des vignerons coopérateurs. Il existe de grands domaines viticoles : La Vidalle, La Grange Basse, La Savoie Neuve, Le Puech Blanc ou encore Clapiès et Sainte-Germaine. Cet espace est dominé par des collines, les puechs en occitan, comme le puech Saint-Massal (33 mètres d'altitude) et le puech Paradis. Plusieurs de ces collines, datant du Miocène (Barre du Puech Blanc, Puech des Bains, Castelnau, Puech Massal, Puech Paris...) sont recouvertes par une végétation de garrigue typique dont l'inventaire est en cours, comme à Lespignan (voir lien externe).
  - A l'est, s'étend le plateau de laz Vistoule......
  - Le village de Vendres, construit sur une éminence, domine un vaste étang.
  - Au sud du village, l'étang de Vendres limité au sud par l'Aude, et plus loin le massif de la Clape. L'étang mesure environ six kilomètres du nord au sud, moins de quatre kilomètres d'ouest en est. L'altitude ne dépasse pas deux mètres et le centre de l'étang est au même niveau que la mer. C'est une vaste zone humide peuplée d'une faune particulière (nombreux canards sauvages) et colonisée par une flore qui résiste à une certaine salinité des eaux. L'étang est une zone de chasse pour les amateurs de gibier d'eau. Au nord de l'étang, des ruines antiques appelées Temple de Vénus mériteraient d'être mieux mises en valeur. L'étang communique avec la mer Méditerranée par le Grau de Vendres.
  - La zone littorale. Le sud-est de la commune est bordé par la mer Méditerranée. Un large cordon dunaire, dépassant parfois quatre mètres de haut, protège les terres sablonneuses situées à l'intérieur. Sur ces terres, des domaines viticoles (Le Nouveau Monde, Monplaisir, La Yole, Les Sablons…) créent des vins intéressants (surtout les rosés et les blancs). Vers l'ouest, on trouve des campings. Sur le territoire de la commune, il n'y a pas eu d'aménagement de station balnéaire. Cependant, le port du Chichoulet, situé au Grau de Vendres, à l'embouchure de l'Aude, a été dynamisé grâce à la conchyliculture.

### Climat
Pour des articles plus généraux, voir Climat de l'Occitanie et Climat de l'Hérault.
En 2010, le climat de la commune est de type climat méditerranéen franc, selon une étude s'appuyant sur une série de données couvrant la période 1971-2000. En 2020, Météo-France publie une typologie des climats de la France métropolitaine dans laquelle la commune est exposée à un climat méditerranéen et est dans la région climatique  Provence, Languedoc-Roussillon, caractérisée par une pluviométrie faible en été, un très bon ensoleillement (2 600 h/an), un été chaud (21,5 °C), un air très sec en été, sec en toutes saisons, des vents forts (fréquence de 40 à 50 % de vents > 5 m/s) et peu de brouillards.
Pour la période 1971-2000, la température annuelle moyenne est de 14,9 °C, avec une amplitude thermique annuelle de 15,6 °C. Le cumul annuel moyen de précipitations est de 570 mm, avec 5,2 jours de précipitations en janvier et 2,4 jours en juillet. Pour la période 1991-2020, la température moyenne annuelle observée sur la station météorologique la plus proche, située sur la commune de Lespignan à 4 km à vol d'oiseau, est de 15,6 °C et le cumul annuel moyen de précipitations est de 604,2 mm,. Pour l'avenir, les paramètres climatiques de la commune estimés pour 2050 selon différents scénarios d'émission de gaz à effet de serre sont consultables sur un site dédié publié par Météo-France en novembre 2022.

### Milieux naturels et biodiversité

#### Espaces protégés
La protection réglementaire est le mode d’intervention le plus fort pour préserver des espaces naturels remarquables et leur biodiversité associée,.
Deux espaces protégés sont présents sur la commune : 
- le « Plateau de Vendres », un terrain acquis (ou assimilé) par un conservatoire d'espaces naturels, d'une superficie de 4,8 ha[10] ;
- la « Basse Plaine de l'Aude », un terrain acquis par le Conservatoire du Littoral, d'une superficie de 1 464,1 ha[11],[12].

#### Réseau Natura 2000

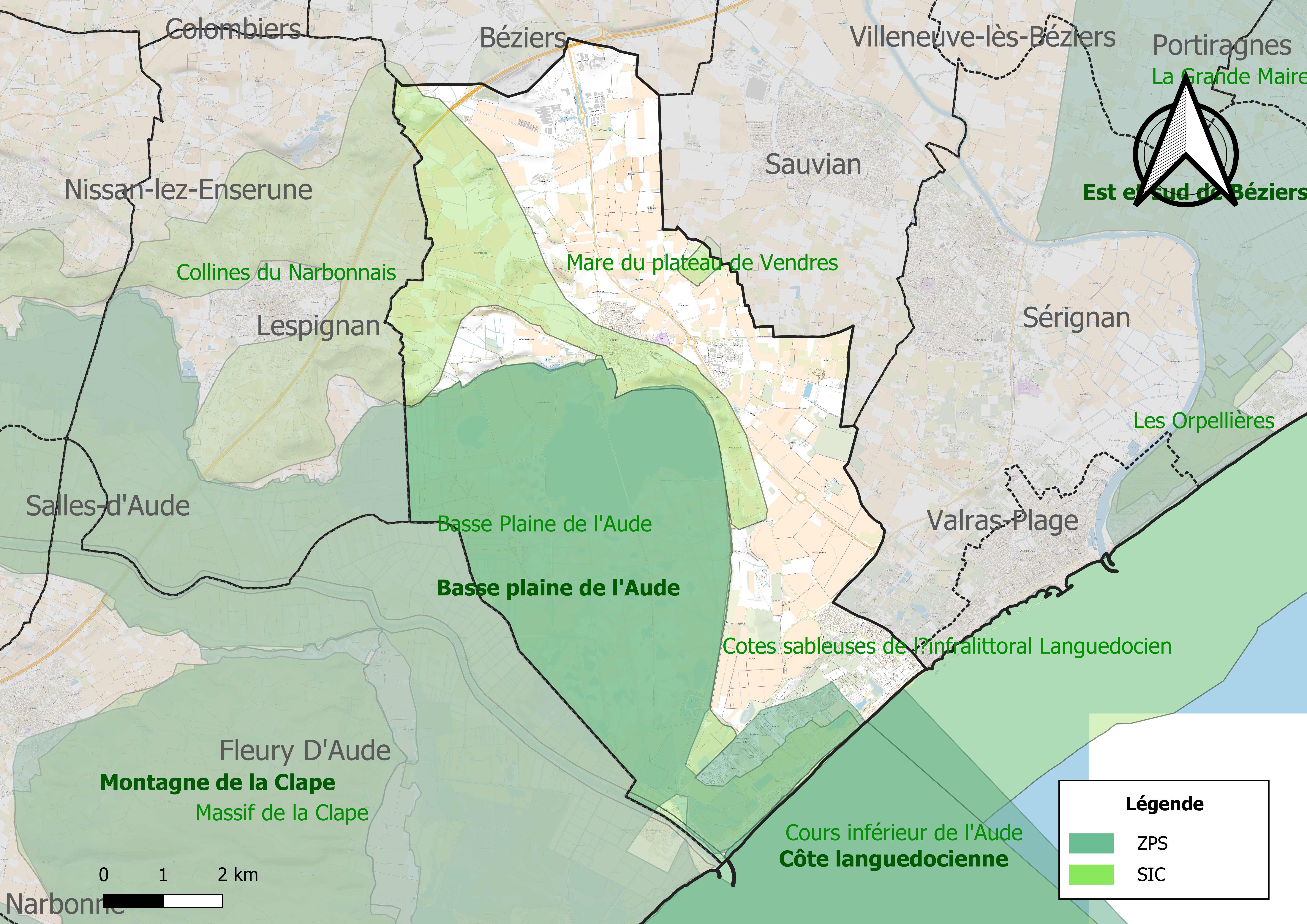
Sites Natura 2000 sur le territoire communal.

Le réseau Natura 2000 est un réseau écologique européen de sites naturels d'intérêt écologique élaboré à partir des directives habitats et oiseaux, constitué de zones spéciales de conservation (ZSC) et de zones de protection spéciale (ZPS).
Un site Natura 2000 est défini sur la commune tant au titre de la directive oiseaux, que de la directive habitats : la « basse plaine de l'Aude ». Occupant une superficie de 4 500 ha, ce site comprend un ensemble de zones humides du littoral méditerranéen avec des milieux dunaires de faible étendue et des sansouires en arrière plage. Il s'agit d'un site majeur pour la Pie-grièche à poitrine rose qui a des effectifs voisin de la moitié des effectifs nationaux et pour des espèces nicheuses dépassant le seuil des 1 % de leur population nationale : Butor étoilé, Blongios nain, Héron pourpré, Busard des roseaux, Échasse blanche, Aigrette garzette, Sterne pierregarin, Sterne naine, Lusciniole à moustaches et Rollier d'Europe.
Trois autres sites relèvent de la directive habitats :
- le « cours inférieur de l'Aude », d'une superficie de 5 358 ha, permet la reproduction d'espèces migratrices vulnérables (Alose feinte, Lamproie marine), en forte régression depuis la prolifération des ouvrages sur les cours d'eau[17] ;
- les « collines du Narbonnais », d'une superficie de 2 149 ha, formé par une succession de reliefs qui surplombent et délimitent la plaine de la basse vallée de l'Aude, où une végétation typique méditerranéenne de garrigue et de pelouses sèches ainsi qu'un boisement de pins d'Alep se sont développés[18] ;
- le « mare du plateau de Vendres », d'une superficie de 17,56 ha, cuvette inondable sur un plateau siliceux, installée au milieu des vignes, abritant l'une des six seules populations de Marsilea strigosa en France[19].

#### Zones naturelles d'intérêt écologique, faunistique et floristique
L’inventaire des zones naturelles d'intérêt écologique, faunistique et floristique (ZNIEFF) a pour objectif de réaliser une couverture des zones les plus intéressantes sur le plan écologique, essentiellement dans la perspective d’améliorer la connaissance du patrimoine naturel national et de fournir aux différents décideurs un outil d’aide à la prise en compte de l’environnement dans l’aménagement du territoire.
Six ZNIEFF de type 1 sont recensées sur la commune :
- les « collines nord de Lespignan » (81 ha), couvrant 2 communes du département[21] ;
- les « collines sud de Lespignan » (116 ha), couvrant 2 communes du département[22] ;
- le « Cordon dunaire des Montilles » (161 ha)[23] ;
- l'« étang de Vendres » (1 647 ha), couvrant 3 communes dont une dans l'Aude et deux dans l'Hérault[24] ;
- le « plateau de Vendres » (849 ha), couvrant 2 communes du département[25] ;
- les « Trouées de Castelnau » (50 ha)[26] ;

et deux ZNIEFF de type 2, : 
- la « Basse plaine de l'Aude et étang de Capestang » (7 120 ha), couvrant 10 communes dont quatre dans l'Aude et six dans l'Hérault[27] ;
- les « collines de NIssan et Lespignan » (2 645 ha), couvrant 4 communes du département[28].

Carte des ZNIEFF de type 1 et 2 à Vendres.
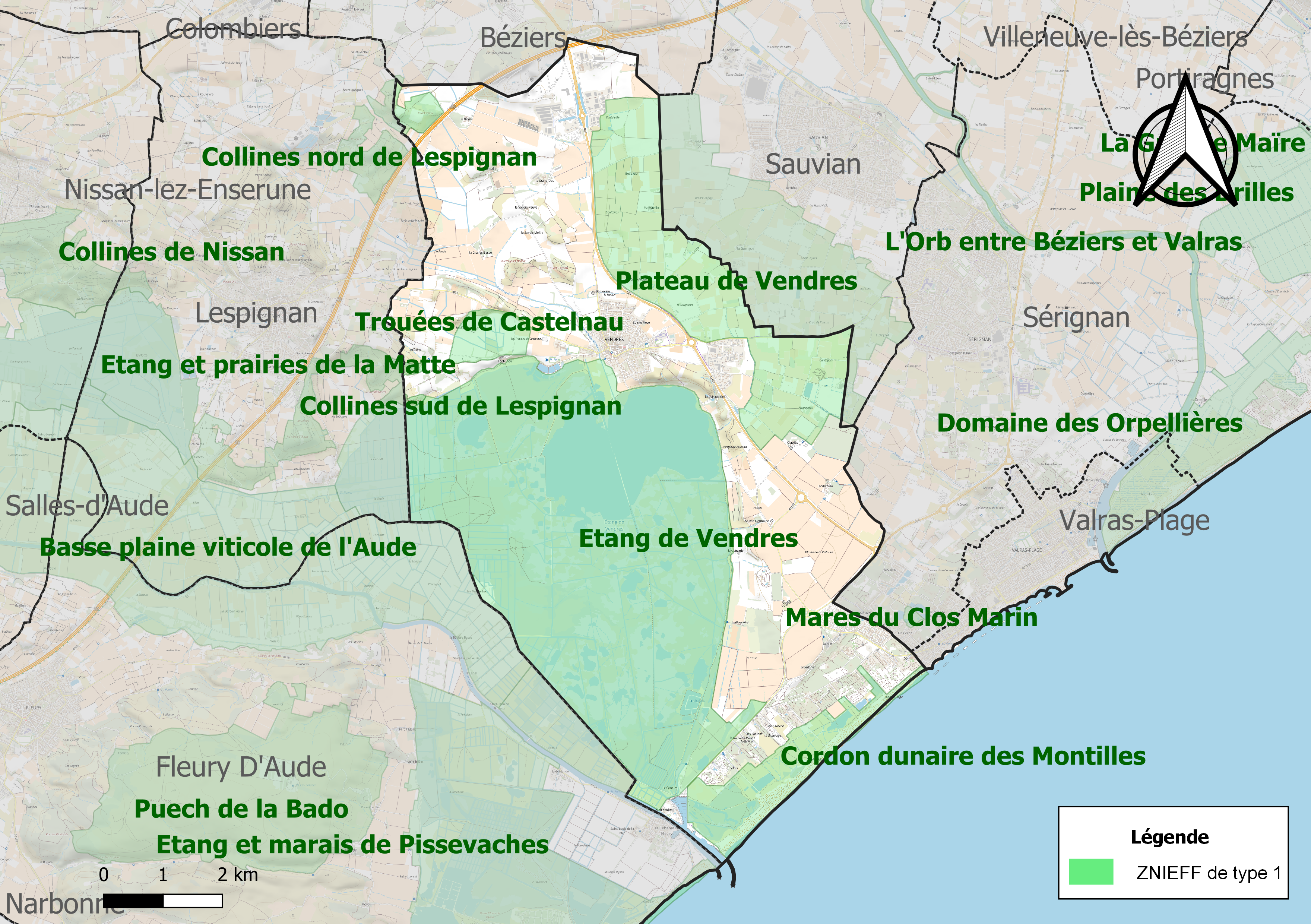
Carte des ZNIEFF de type 1 sur la commune.
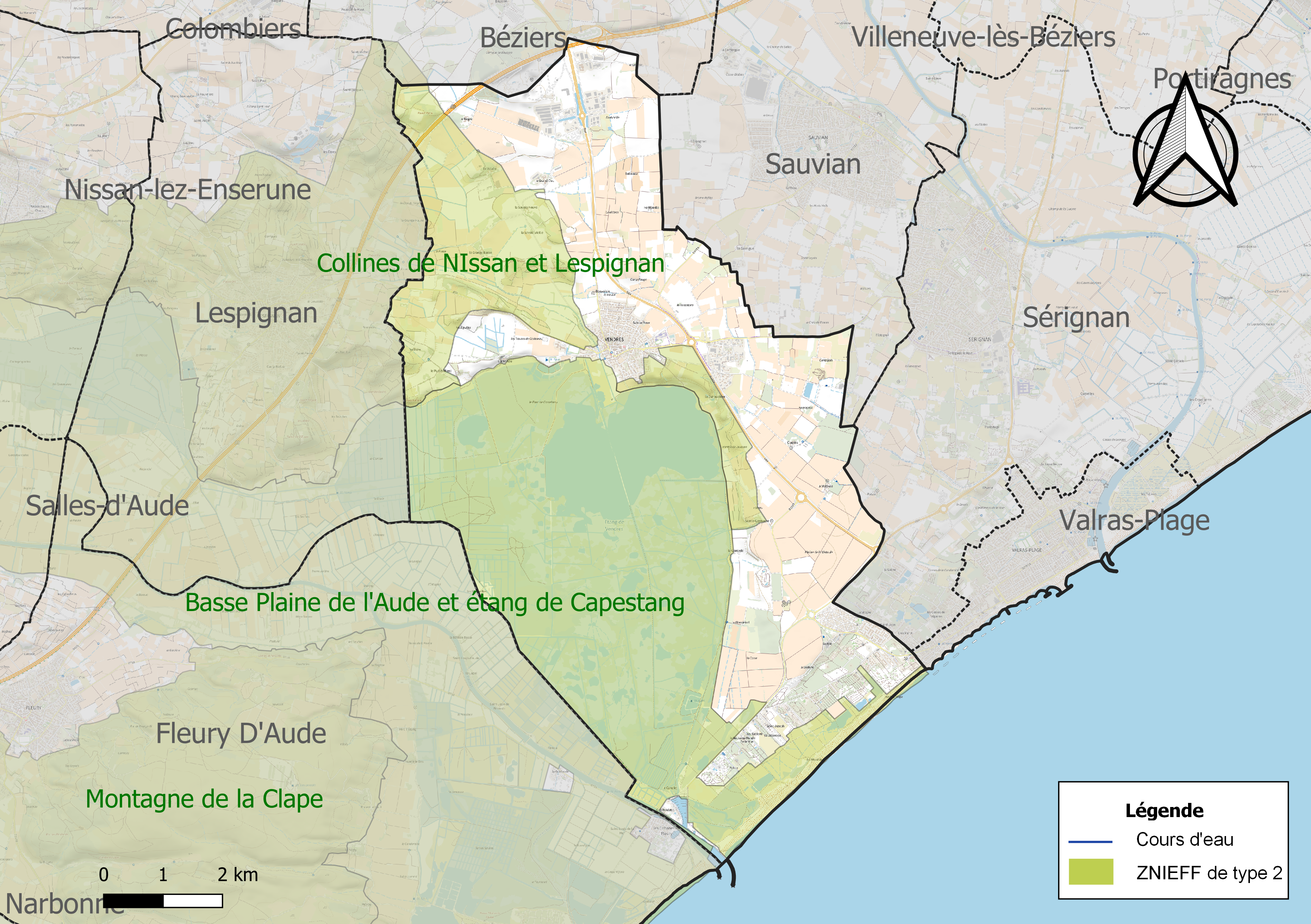
Carte des ZNIEFF de type 2 sur la commune.

## Urbanisme

### Typologie
Au 1er janvier 2024, Vendres est catégorisée bourg rural, selon la nouvelle grille communale de densité à sept niveaux définie par l'Insee en 2022.
Elle est située hors unité urbaine. Par ailleurs la commune fait partie de l'aire d'attraction de Béziers, dont elle est une commune de la couronne,. Cette aire, qui regroupe 53 communes, est catégorisée dans les aires de 50 000 à moins de 200 000 habitants,.
La commune, bordée par la mer Méditerranée, est également une commune littorale au sens de la loi du 3 janvier 1986, dite loi littoral. Des dispositions spécifiques d’urbanisme s’y appliquent dès lors afin de préserver les espaces naturels, les sites, les paysages et l’équilibre écologique du littoral, tel le principe d'inconstructibilité, en dehors des espaces urbanisés, sur la bande littorale des 100 mètres, ou plus si le plan local d’urbanisme le prévoit.

### Occupation des sols
L'occupation des sols de la commune, telle qu'elle ressort de la base de données européenne d’occupation biophysique des sols Corine Land Cover (CLC), est marquée par l'importance des territoires agricoles (49,6 % en 2018), en diminution par rapport à 1990 (51,9 %). La répartition détaillée en 2018 est la suivante : 
cultures permanentes (25,9 %), zones humides intérieures (25,8 %), zones agricoles hétérogènes (16,8 %), eaux continentales (8,7 %), espaces verts artificialisés, non agricoles (4,9 %), prairies (4,7 %), zones humides côtières (2,7 %), zones urbanisées (2,5 %), zones industrielles ou commerciales et réseaux de communication (2,5 %), terres arables (2,1 %), espaces ouverts, sans ou avec peu de végétation (1,4 %), mines, décharges et chantiers (1,3 %), forêts (0,5 %), eaux maritimes (0,1 %). L'évolution de l’occupation des sols de la commune et de ses infrastructures peut être observée sur les différentes représentations cartographiques du territoire : la carte de Cassini (XVIIIe siècle), la carte d'état-major (1820-1866) et les cartes ou photos aériennes de l'IGN pour la période actuelle (1950 à aujourd'hui).

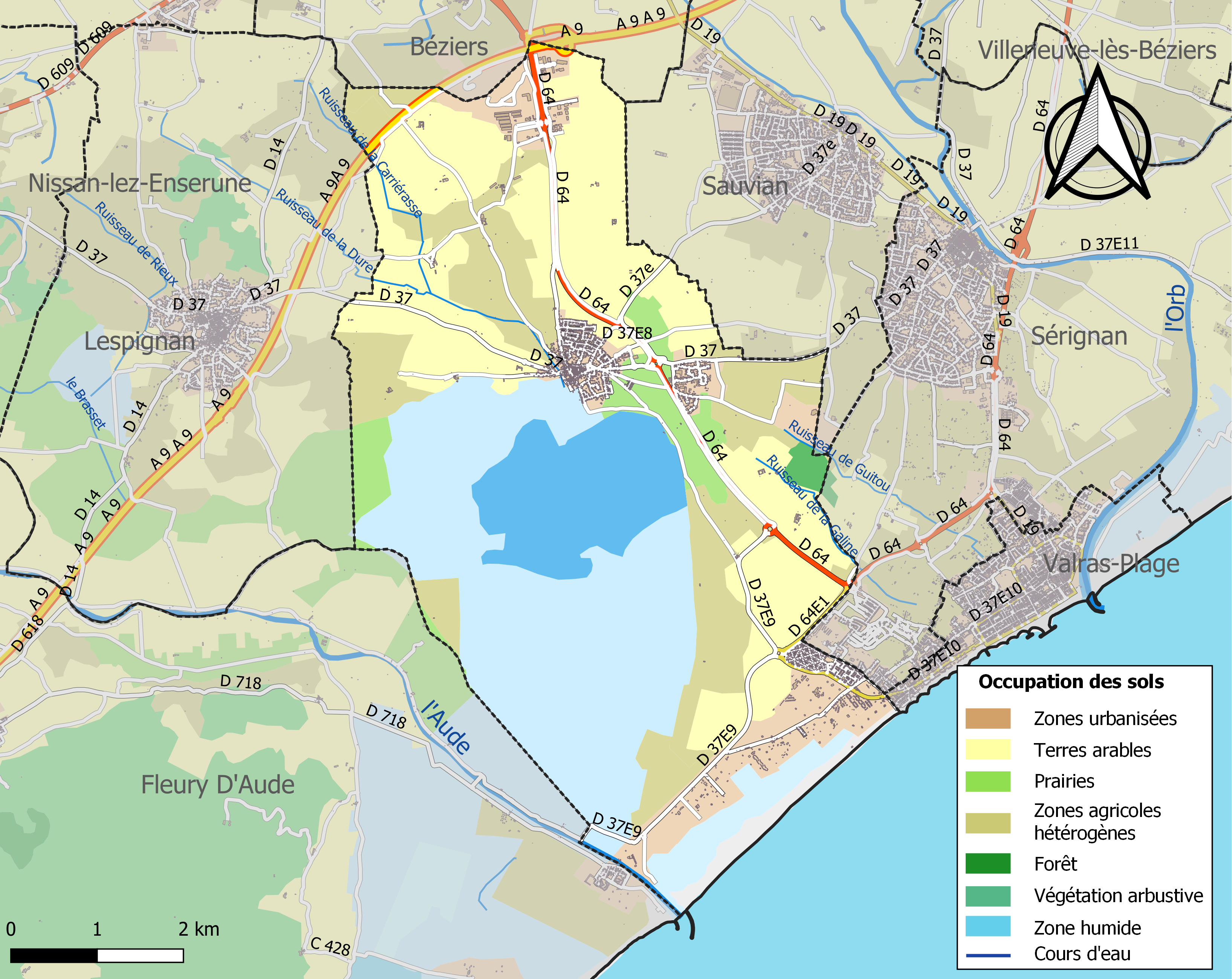
Carte des infrastructures et de l'occupation des sols de la commune en 2018 (CLC).

### Risques majeurs
Le territoire de la commune de Vendres est vulnérable à différents aléas naturels : météorologiques (tempête, orage, neige, grand froid, canicule ou sécheresse), inondations et séisme (sismicité faible). Il est également exposé à un risque technologique,  le transport de matières dangereuses. Un site publié par le BRGM permet d'évaluer simplement et rapidement les risques d'un bien localisé soit par son adresse soit par le numéro de sa parcelle.

#### Risques naturels
Certaines parties du territoire communal sont susceptibles d’être affectées par le risque d’inondation par débordement de cours d'eau, notamment l'Aude. La commune a été reconnue en état de catastrophe naturelle au titre des dommages causés par les inondations et coulées de boue survenues en 1982, 1986, 1992, 1993, 1996, 1999, 2003, 2005 et 2019,.
Vendres est exposée au risque de feu de forêt du fait de la présence sur son territoire. Un plan départemental de protection des forêts contre les incendies (PDPFCI) a été approuvé en juin 2013 et court jusqu'en 2022, où il doit être renouvelé. Les mesures individuelles de prévention contre les incendies sont précisées par deux arrêtés préfectoraux et s’appliquent dans les zones exposées aux incendies de forêt et à moins de 200 mètres de celles-ci. L’arrêté du 25 avril 2002 réglemente l'emploi du feu en interdisant notamment d’apporter du feu, de fumer et de jeter des mégots de cigarette dans les espaces sensibles et sur les voies qui les traversent sous peine de sanctions. L'arrêté du 11 mars 2013 rend le débroussaillement obligatoire, incombant au propriétaire ou ayant droit,.

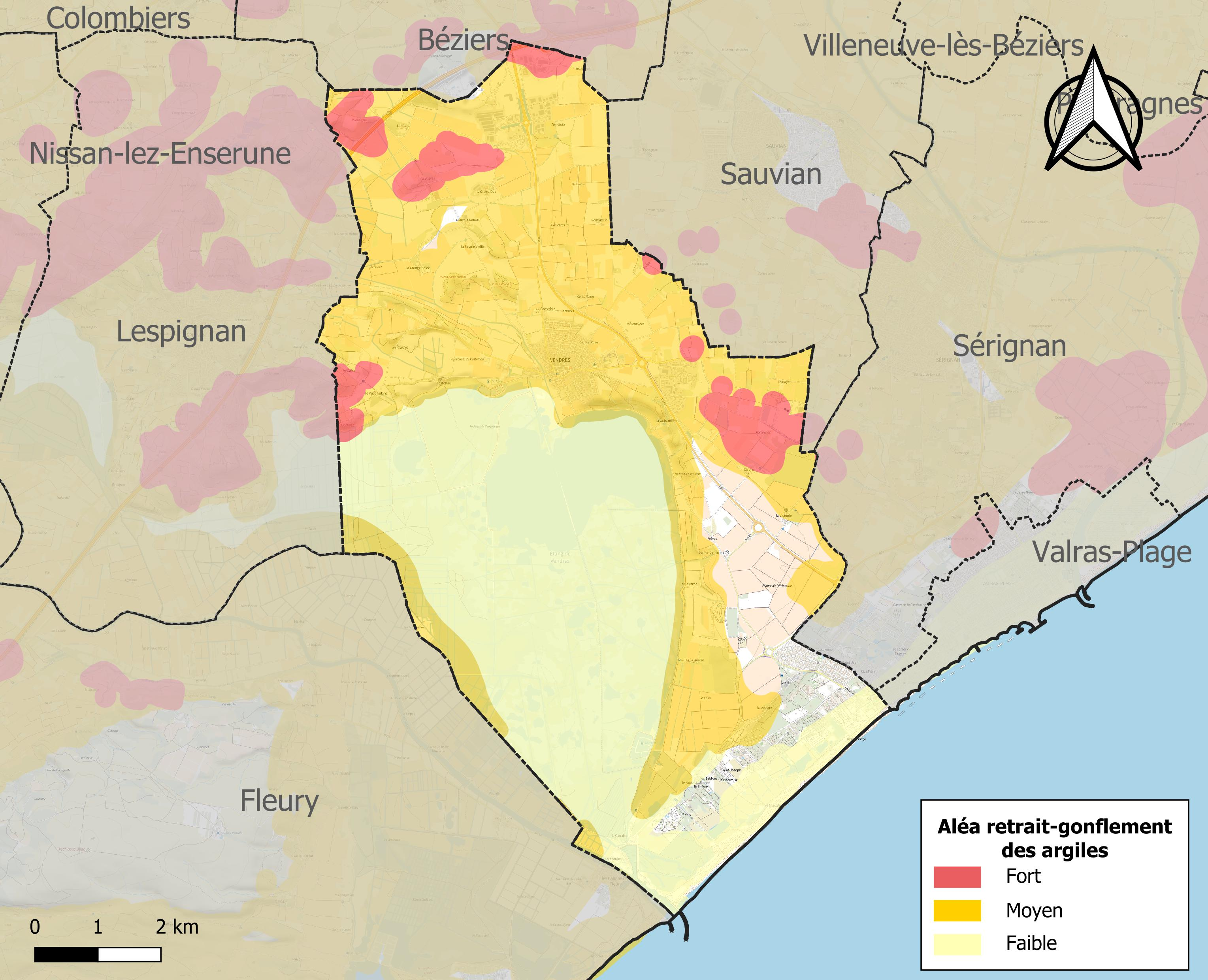
Carte des zones d'aléa retrait-gonflement des sols argileux de Vendres.

Le retrait-gonflement des sols argileux est susceptible d'engendrer des dommages importants aux bâtiments en cas d’alternance de périodes de sécheresse et de pluie. 52,5 % de la superficie communale est en aléa moyen ou fort (59,3 % au niveau départemental et 48,5 % au niveau national). Sur les 2 136 bâtiments dénombrés sur la commune en 2019, 1 002 sont en aléa moyen ou fort, soit 47 %, à comparer aux 85 % au niveau départemental et 54 % au niveau national. Une cartographie de l'exposition du territoire national au retrait gonflement des sols argileux est disponible sur le site du BRGM,.
Par ailleurs, afin de mieux appréhender le risque d’affaissement de terrain, l'inventaire national des cavités souterraines permet de localiser celles situées sur la commune.

#### Risques technologiques
Le risque de transport de matières dangereuses sur la commune est lié à sa traversée par des infrastructures routières ou ferroviaires importantes ou la présence d'une canalisation de transport d'hydrocarbures. Un accident se produisant sur de telles infrastructures est susceptible d’avoir des effets graves sur les biens, les personnes ou l'environnement, selon la nature du matériau transporté. Des dispositions d’urbanisme peuvent être préconisées en conséquence.

## Toponymie
La commune de Vendres tire son nom du génitif de Venus en latin, soit Veneris, c’est-à-dire littéralement « de Vénus », référence au culte à cette déesse qui y était particulièrement pratiqué.
La commune a été connue sous les variantes : portum quæ Narbo ad Veneris nutrit (Ausone, Épitre V), villa Veneris, 991, via de Veneris (avant 1100), castello.. in terminio de Veneris (vers 1140), parrochia St Stephani de Venres (1210), in loco regio de Venere (1378), Vendres (1571). Lieu de culte gallo-romain qui tire son nom d'un temple dédié à Vénus.

## Histoire

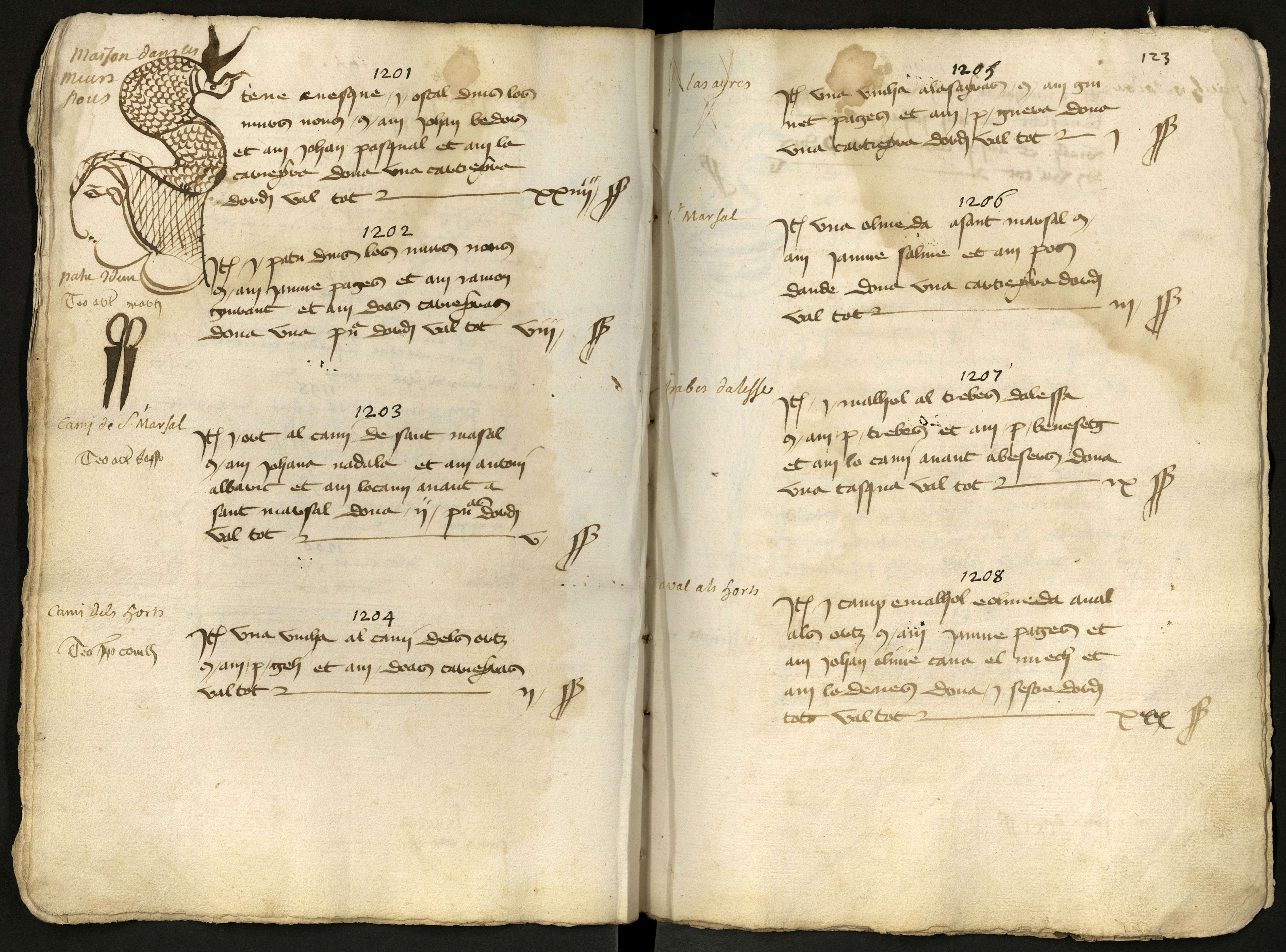
Extrait de la matrice du compoix de Vendres (1438).

## Politique et administration

### Administration municipale
Le nombre d'habitants au recensement de 2011 étant compris entre 2 500 habitants et 3 499 habitants, le nombre de membres du conseil municipal pour l'élection de 2014 est de vingt trois,.

### Rattachements administratifs et électoraux
Commune faisant partie de la communauté de communes la Domitienne et du canton de Béziers-1.

### Liste des maires
| Période   | Période      | Identité                      | Étiquette | Qualité                                                                       |
| --------- | ------------ | ----------------------------- | --------- | ----------------------------------------------------------------------------- |
| 1790      | 1791         | Etienne Bernard Sahuc         |           |                                                                               |
| 1791      | 1791         | Raymond Garrigues             |           |                                                                               |
| 1791      | 1792         | Jean-Jacques Dejean           |           |                                                                               |
| 1792      | 1793         | Jacques Blanquier             |           |                                                                               |
| 1793      | 1794         | Augustin Ain                  |           |                                                                               |
| 1794      | 1796         | Jean Antoine Pastre           |           |                                                                               |
| 1796      | 1797         | Jean-Jacques Dejean           |           |                                                                               |
| 1797      | 1798         | Bernard François Marie Sahuc  |           |                                                                               |
| 1798      | 1799         | Raymond Garrigues             |           |                                                                               |
| 1799      | 1815         | Bernard François Marie Sahuc  |           |                                                                               |
| 1815      | 1819         | Jean Antoine Pastre           |           |                                                                               |
| 1819      | 1830         | Antoine Arnal                 |           |                                                                               |
| 1830      | 1832         | Simon Gouzet                  |           |                                                                               |
| 1832      | 1870         | Jean Bernard Fages            |           |                                                                               |
| 1870      | 1871         | Henri Cabarié                 |           |                                                                               |
| 1871      | 1876         | Joseph Constantin Cabanes     |           |                                                                               |
| 1876      | 1888         | Jean Beaux                    |           |                                                                               |
| 1888      | 1892         | Joseph Ithier                 |           |                                                                               |
| 1892      | 1893         | Alphonse Labadié              |           |                                                                               |
| 1893      | 1903         | Jean Cabanes                  |           |                                                                               |
| 1903      | 1920         | René Rossignol                |           | Conseiller Municipal faisant fonction de Maire. Elu Maire en 1904.            |
| 1920      | 1928         | Paul Seguier                  |           |                                                                               |
| mai 1929  | août 1941    | Aimé Mathieu (1886-1963)      | SFIO      | Adjoint remplace le Maire; Épicier; Conseiller d’arrondissement (1937 → 1940) |
| 1941      | 1944         | Louis Callé                   |           | Président de la Délégation Spéciale                                           |
| 1944      | 1944         | Honoré Julian                 |           | Président de la Délégation Spéciale                                           |
| août 1944 | octobre 1947 | Aimé Mathieu (1886-1963)      | SFIO      | Épicier Président du Comité local de Libération d'août 1944 à mai 1945        |
| 1947      | 1959         | Jean Bellet                   |           |                                                                               |
| 1959      | 1972         | Georges Victor Antonin Palazy |           |                                                                               |
| 1972      | mars 1977    | Aimé Molinier                 |           |                                                                               |
| mars 1977 | juin 1995    | Georges Rosi                  |           |                                                                               |
| juin 1995 | mars 2001    | Guy Diaz                      | PCF       | Maire honoraire                                                               |
| mars 2001 | août 2006    | Maurice Arnal                 | PS        |                                                                               |
| août 2006 | En cours     | Jean-Pierre Pérez             | SE        | Cadre 7e vice-président de la CC La Domitienne                                |

## Population et société

### Démographie
L'évolution du nombre d'habitants est connue à travers les recensements de la population effectués dans la commune depuis 1793. Pour les communes de moins de 10 000 habitants, une enquête de recensement portant sur toute la population est réalisée tous les cinq ans, les populations de référence des années intermédiaires étant quant à elles estimées par interpolation ou extrapolation. Pour la commune, le premier recensement exhaustif entrant dans le cadre du nouveau dispositif a été réalisé en 2008.

En 2022, la commune comptait 2 671 habitants, en évolution de −0,82 % par rapport à 2016 (Hérault : +7,49 %, France hors Mayotte : +2,11 %).
| 1793 | 1800 | 1806 | 1821 | 1831 | 1836 | 1841 | 1846 | 1851 |
| ---- | ---- | ---- | ---- | ---- | ---- | ---- | ---- | ---- |
| 725  | 579  | 747  | 617  | 668  | 628  | 606  | 520  | 551  |

| 1856 | 1861 | 1866 | 1872 | 1876 | 1881 | 1886 | 1891  | 1896  |
| ---- | ---- | ---- | ---- | ---- | ---- | ---- | ----- | ----- |
| 579  | 563  | 588  | 605  | 633  | 759  | 804  | 1 022 | 1 012 |

| 1901  | 1906  | 1911  | 1921  | 1926  | 1931  | 1936  | 1946 | 1954 |
| ----- | ----- | ----- | ----- | ----- | ----- | ----- | ---- | ---- |
| 1 110 | 1 018 | 1 028 | 1 038 | 1 054 | 1 110 | 1 037 | 768  | 821  |

| 1962 | 1968 | 1975 | 1982 | 1990  | 1999  | 2006  | 2008  | 2013  |
| ---- | ---- | ---- | ---- | ----- | ----- | ----- | ----- | ----- |
| 953  | 879  | 781  | 885  | 1 230 | 1 549 | 1 984 | 2 110 | 2 701 |

| 2018  | 2022  | - | - | - | - | - | - | - |
| ----- | ----- | - | - | - | - | - | - | - |
| 2 712 | 2 671 | - | - | - | - | - | - | - |

| selon la population municipale des années : | 1968 | 1975 | 1982 | 1990 | 1999 | 2006 | 2009 | 2013 |
| Rang de la commune dans le département      | 94   | 119  | 125  | 108  | 100  | 97   | 93   | 82   |
| Nombre de communes du département           | 343  | 340  | 343  | 343  | 343  | 343  | 343  | 343  |

### Enseignement
Vendres fait partie de l'académie de Montpellier.

### Culture et festivité
Fin 1967, plusieurs scènes du film Le Petit Baigneur de Robert Dhéry (avec comme vedette Louis de Funès) sont tournées en face des Cabanes de Fleury (commune de Fleury dans l'Aude) dans la maison de la famille Rossignol située au lieu-dit Chichoulet (commune de Vendres dans l'Hérault), avec de nombreux figurants de la région comme Roger Vidal et Louis Vié, véritable pêcheurs interprétant deux pêcheurs à la ligne dans une barque au bord de l'Aude ; dans la scène du kayak dans l'Aude, Louis de Funès est suppléé par un Valrassien,.

### Sports
Club de rugby à XV, l'Entente Vendres-Lespignan Hérault, finaliste en 2007 du championnat de France de rugby à XV de 2e division fédérale.

## Économie

### Revenus
En 2018, la commune compte 1 191 ménages fiscaux, regroupant 2 766 personnes. La médiane du revenu disponible par unité de consommation est de 20 320 € (20 330 € dans le département). 45 % des ménages fiscaux sont imposés (45,8 % dans le département).

### Emploi
|                | 2008   | 2013   | 2018   |
| -------------- | ------ | ------ | ------ |
| Commune        | 8,2 %  | 10,7 % | 11,7 % |
| Département    | 10,1 % | 11,9 % | 12 %   |
| France entière | 8,3 %  | 10 %   | 10 %   |

En 2018, la population âgée de 15 à 64 ans s'élève à 1 573 personnes, parmi lesquelles on compte 74,7 % d'actifs (63 % ayant un emploi et 11,7 % de chômeurs) et 25,3 % d'inactifs,. En  2018, le taux de chômage communal (au sens du recensement) des 15-64 ans est inférieur à celui du département, mais supérieur à celui de la France, alors qu'en 2008 il était inférieur à celui de la France.
La commune fait partie de la couronne de l'aire d'attraction de Béziers, du fait qu'au moins 15 % des actifs travaillent dans le pôle,. Elle compte 1 348 emplois en 2018, contre 1 073 en 2013 et 648 en 2008. Le nombre d'actifs ayant un emploi résidant dans la commune est de 1 019, soit un indicateur de concentration d'emploi de 132,3 % et un taux d'activité parmi les 15 ans ou plus de 54,9 %.
Sur ces 1 019 actifs de 15 ans ou plus ayant un emploi, 337 travaillent dans la commune, soit 33 % des habitants. Pour se rendre au travail, 84,7 % des habitants utilisent un véhicule personnel ou de fonction à quatre roues, 1,7 % les transports en commun, 7,8 % s'y rendent en deux-roues, à vélo ou à pied et 5,9 % n'ont pas besoin de transport (travail au domicile).

### Activités hors agriculture

#### Secteurs d'activités
446 établissements sont implantés  à Vendres au 31 décembre 2019. Le tableau ci-dessous en détaille le nombre par secteur d'activité et compare les ratios avec ceux du département,.
| Secteur d'activité                                                                                        | Commune | Commune | Département |
| Secteur d'activité                                                                                        | Nombre  | %       | %           |
| --- | ------- | ------- | ----------- |
| Ensemble                                                                                                  | 446     | 100 %   | (100 %)     |
| Industrie manufacturière, industries extractives et autres                                                | 61      | 13,7 %  | (6,7 %)     |
| Construction                                                                                              | 74      | 16,6 %  | (14,1 %)    |
| Commerce de gros et de détail, transports, hébergement et restauration                                    | 176     | 39,5 %  | (28 %)      |
| Information et communication                                                                              | 8       | 1,8 %   | (3,3 %)     |
| Activités financières et d'assurance                                                                      | 9       | 2 %     | (3,2 %)     |
| Activités immobilières                                                                                    | 16      | 3,6 %   | (5,3 %)     |
| Activités spécialisées, scientifiques et techniques et activités de services administratifs et de soutien | 55      | 12,3 %  | (17,1 %)    |
| Administration publique, enseignement, santé humaine et action sociale                                    | 15      | 3,4 %   | (14,2 %)    |
| Autres activités de services                                                                              | 32      | 7,2 %   | (8,1 %)     |

Le secteur du commerce de gros et de détail, des transports, de l'hébergement et de la restauration est prépondérant sur la commune puisqu'il représente 39,5 % du nombre total d'établissements de la commune (176 sur les 446 entreprises implantées  à Vendres), contre 28 % au niveau départemental.

#### Entreprises et commerces
Les cinq entreprises ayant leur siège social sur le territoire communal qui génèrent le plus de chiffre d'affaires en 2020 sont : 
- Avidoc, commerce de gros (commerce interentreprises) de produits surgelés (20 362 k€) ;
- EURL Distribution Du Midi, commerce de gros (commerce interentreprises) de produits à base de viande (11 709 k€) ;
- Belectric France, ingénierie, études techniques (11 255 k€) ;
- Boul'pat Littoral, commerce de gros (commerce interentreprises) de produits surgelés (9 194 k€) ;
- Audie Boissons Distributions, commerce de gros (commerce interentreprises) de boissons (5 450 k€).

### Agriculture
La commune est dans la « Plaine viticole », une petite région agricole occupant la bande côtière du département de l'Hérault. En 2020, l'orientation technico-économique de l'agriculture  sur la commune est la viticulture.
|               | 1988  | 2000  | 2010  | 2020  |
| ------------- | ----- | ----- | ----- | ----- |
| Exploitations | 114   | 72    | 47    | 52    |
| SAU (ha)      | 1 270 | 1 724 | 2 712 | 3 239 |

Le nombre d'exploitations agricoles en activité et ayant leur siège dans la commune est passé de 114 lors du recensement agricole de 1988  à 72 en 2000 puis à 47 en 2010 et enfin à 52 en 2020, soit une baisse de 54 % en 32 ans. Le même mouvement est observé à l'échelle du département qui a perdu pendant cette période 67 % de ses exploitations,. La surface agricole utilisée sur la commune est restée relativement stable, passant de 1270 ha en 1988 à 3239 ha en 2020. Parallèlement la surface agricole utilisée moyenne par exploitation a augmenté, passant de 11 à 62 ha.

## Culture locale et patrimoine

### Lieux et monuments
- Église de l'Invention-de-Saint-Étienne de Vendres (XIVe siècle)
- Le vieux village.
- Le Temple de Vénus, en réalité les vestiges du complexe thermal d'une grande villa maritime romaine, situé au nord de l'étang[60].
- Les ruines d'une villa romaine (entre La Vidalle et la Savoie Neuve).
- Le moulin de Cassan.
- L'étang de Vendres.
- La source chaude sulfureuse du Puech Blanc.
- La fontaine gazeuse du Puech Blanc.
- Le port conchylicole du Chichoulet, au Grau de Vendres.

### Héraldique
|  | Les armoiries de Vendres se blasonnent ainsi : De gueules, au sautoir losangé d'argent et de sable. |

### Personnalités liées à la commune
- Félix Mouret (né en 1861) : archéologue français, qui a découvert de nombreux vestiges de l'oppidum d'Ensérune, entre 1915 et 1928.
- Richard Castel joueur de rugby à XV.
- René Séguier joueur de rugby à XV.
- Jean-Pierre Pesteil joueur de rugby à XV.
- René Rossignol footballeur.